# Oryphantes aliquantulus
Oryphantes aliquantulus är en spindelart som beskrevs av Nadine Dupérré och Paquin 2007. Oryphantes aliquantulus ingår i släktet Oryphantes och familjen täckvävarspindlar. Inga underarter finns listade i Catalogue of Life.